# رمون رو
رمون رو (فرانسوی: Raymond Reaux‎؛ زادهٔ ۱۸ دسامبر ۱۹۴۰) دوچرخه‌سوار اهل فرانسه است.